# Половинка (приток Сылвы)
Половинка — река в России, протекает в Чусовском районе Пермского края. Устье реки находится в 15 км по правому берегу Сылвенского залива Камского водохранилища. Длина реки составляет 14 км.
Исток реки находится в лесах в 6 км к западу от посёлка Комарихинский. Река течёт на юго-запад, протекает станцию Валежная, ниже течёт по ненаселённому лесу. Приток — Малая Половинка (левый). Впадает в Сылвенский залив Камского водохранилища напротив посёлка Сылва. В устье реки находится деревня Алебастрово.

## Данные водного реестра
По данным государственного водного реестра России относится к Камскому бассейновому округу, водохозяйственный участок реки — Кама от города Березники до Камского гидроузла, без реки Косьва (от истока до Широковского гидроузла), Чусовая и Сылва, речной подбассейн реки — бассейны притоков Камы до впадения Белой. Речной бассейн реки — Кама.
Код объекта в государственном водном реестре — 10010100912111100013919.